# Trenčianska Turná
Trenčianska Turná (em húngaro: Tornyos) é um município da Eslováquia, situado no distrito de Trenčín, na região de Trenčín. Tem 17,24 km² de área e sua população em 2018 foi estimada em 3.432 habitantes.

## Demografia
| Ano:        | 1994 | 2004    | 2014    | 2024    |
| ----------- | ---- | ------- | ------- | ------- |
| Broj ljudi: | 2464 | 2743    | 3170    | 3561    |
| Razlika:    |      | +11,32% | +15,56% | +12,33% |

| Ano:               | 2023 | 2024   |
| ------------------ | ---- | ------ |
| Número de pessoas: | 3540 | 3561   |
| Diferença:         |      | +0,59% |